# Foto de Donald Trump na Igreja de São João
Em meio a protestos em andamento iniciados em razão da morte de George Floyd, a polícia e as tropas da Guarda Nacional usaram gás lacrimogêneo para retirar manifestantes pacíficos da Praça Lafayette e das ruas vizinhas em Washington, D.C., a fim de criar uma passagem para o presidente Donald Trump caminhar da Casa Branca até a Igreja Episcopal de São João em 1 de junho de 2020. Trump levantou uma Bíblia e posou para uma sessão de fotos em frente à Ashburton House, a casa paróquia da igreja. A limpeza de manifestantes da Praça Lafayette foi condenada por muitos como excessiva e uma afronta ao direito da primeira emenda à liberdade de reunião.
A dispersão policial de manifestantes da Praça Lafayette e arredores foi descrita pelo The New York Times como "uma explosão de violência diferente de qualquer outra vista à sombra da Casa Branca em gerações" e possivelmente um dos momentos decisivos da presidência de Trump Líderes religiosos nos Estados Unidos condenaram as ações de Trump, assim como ex-líderes militares.

## Processo
Três dias depois que os manifestantes foram removidos à força da Praça Lafayette, um grupo de manifestantes e o Black Lives Matter DC, representado pela União Americana pelas Liberdades Civis e pelo Comitê de Advogados de Direitos Civis nos termos da lei, ajuizaram uma ação federal contra Trump e Barr, alegando que eles conspiravam violar, e violaram, seus direitos constitucionais nos termos da primeira e da décima quarta emenda.Além de Trump e Barr, outros funcionários, incluindo o secretário de Defesa Mark Esper e o diretor do Serviço Secreto James M. Murray, foram nomeados réus. O diretor jurídico da afiliada da ACLU em DC disse: "O ataque desavergonhado, inconstitucional, não provocado e francamente criminoso do presidente aos manifestantes, porque ele discordou de suas opiniões, abala os fundamentos da ordem constitucional de nossa nação".